# 波罗诺镇
波罗诺镇，是中华人民共和国河北省承德市丰宁满族自治县下辖的一个乡镇级行政单位。

## 行政区划
波罗诺镇下辖以下地区：
波西村、波东村、岔沟口村、哨虎营村、老营盘村、石灰沟村、官梁村、杨树林村、河南村、老庙营村和西沟村。